# 14 (číslo)
Čtrnáct je přirozené číslo, které následuje po čísle třináct a předchází číslu patnáct. Římskými číslicemi se zapisuje XIV. Jeho prvočíselný rozklad je 14 = 21 · 71.

## Věda
- Atomové číslo křemíku je 14.

Čtrnáct hvězd na vlajce letectva Spojených států amerických

- Relativní atomová hmotnost dusíku je 14,0067.
- 14 je jedno z Catalanových čísel.
- Prvky 14. skupiny periodické tabulky se označují jako tetrely.

### Astronomie
- 14 Herculis b je exoplaneta v souhvězdí Herkula.
- Messier 14 je kulová hvězdokupa v souhvězdí Hadonoše.
- V rámci sovětského a ruského kosmického programu číslo 14 obsahuje například Veněra 14, Luna 14 či Sojuz 14.
- V rámci amerického kosmického programu číslo 14 obsahuje například Apollo 14 či Expedice 14.

## Doprava

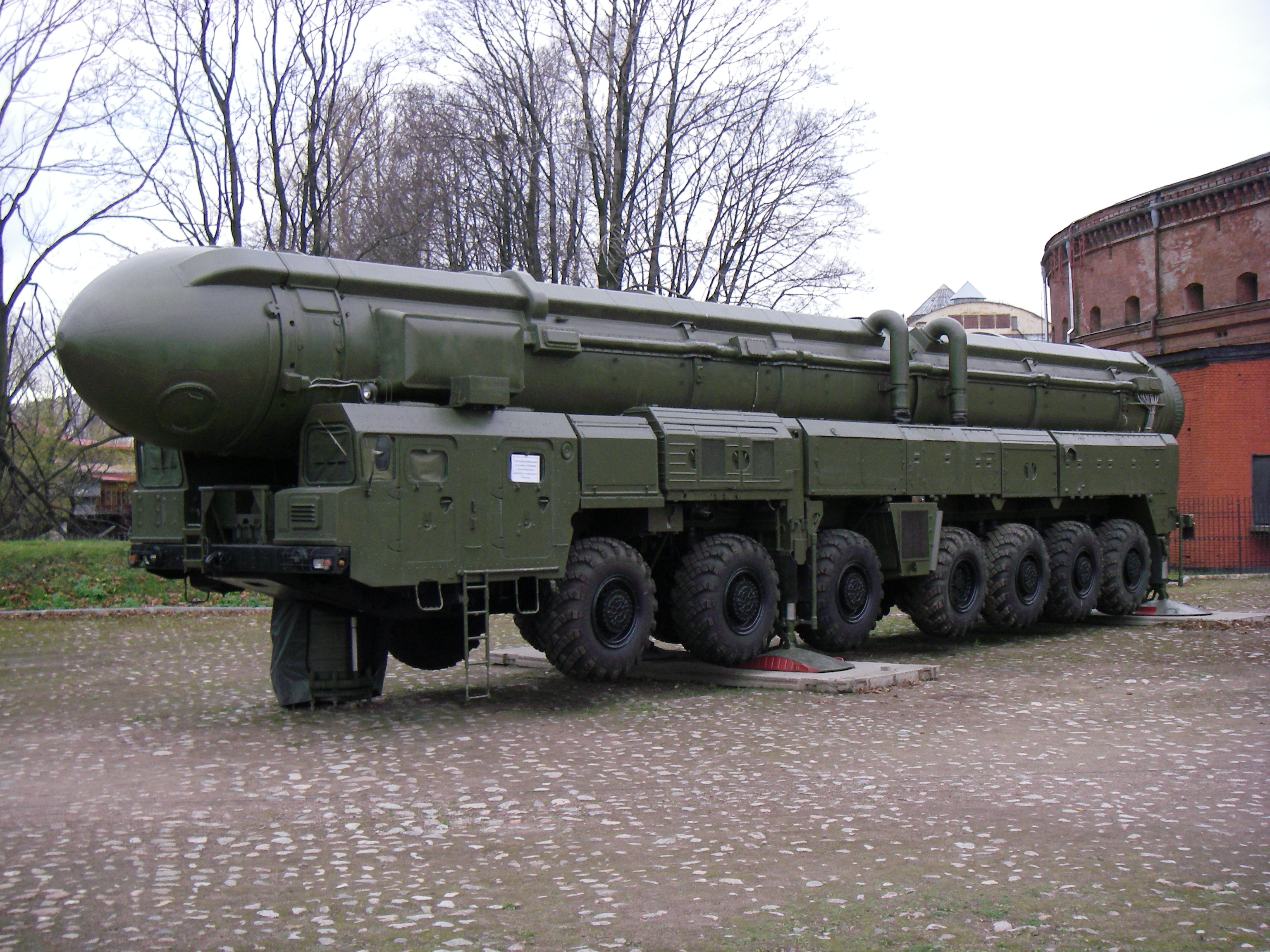
Mezikontinentální balistická raketa RT-2PM Topol přepravovaná pomocí čtrnácti kol

- Jedna z linek pařížského metra je linka číslo 14.
- Jedna z pražských tramvajových linek má číslo 14, jezdí na trase Sídliště Barrandov – Ortenovo náměstí.[1]
- Škoda 14T je druh české částečně nízkopodlažní tramvaje, zatímco Škoda 14Tr je typ československého trolejbusu.
- Česká silnice I/14 spojuje Liberec, Vrchlabí, Trutnov, Náchod a Českou Třebovou.
- Mezi letouny, jejichž název obsahuje číslo 14, patří například Grumman F-14 Tomcat, Iljušin Il-14, Tupolev ANT-14, Antonov An-14, Aero A-14, Berijev VVA-14, Tupolev I-14 či Breguet 14.
- Jedna z linek olomoucké hromadné dopravy je linka číslo 14.

## Náboženství
- V pořadí 14. tibetským dalajlámou je Tändzin Gjamccho.
- Čtrnáct svatých pomocníků je skupina svatých uctívaných římskokatolickou církví.
- Čtrnáct pražských mučedníků bylo obětí masakru 14 františkánů v Praze roku 1611.
- Křížová cesta má obvykle 14 zastavení.
- Benedikt XIV. (Benedikt čtrnáctý) byl papežem v letech 1740 až 1758.

## Ostatní

Mayský zápis čísla 14

- Čtrnáct bodů prezidenta Wilsona byl program amerického prezidenta Woodrowa Wilsona
- Čtrnáct Dvorců je název zaniklé osady v Ústeckém kraji
- G-14 je organizace nejbohatších evropských fotbalových klubů
- Praha 14 je část města Praha
- Sonet má 14 veršů
- Film s číslem 14 v názvu je například 14 ostří nebo 14 hodin strachu
- 14 slov jsou slogany bílých nacionalistů
- 2 týdny mají 14 dní (přibližně doba mezi novem a úplňkem), s touto periodou vycházejí čtrnáctideníky

## Roky
- 14
- 14 př. n. l.